# 13130 Dylanthomas
13130 Dylanthomas è un asteroide della fascia principale. Scoperto nel 1994, presenta un'orbita caratterizzata da un semiasse maggiore pari a 2,4449351 UA e da un'eccentricità di 0,1690554, inclinata di 7,83138° rispetto all'eclittica.